# Jackson Hole (vallei)
Jackson Hole, oorspronkelijk Jackson's Hole, is een vallei in het westen van de Amerikaanse staat Wyoming.
De vallei dankt haar naam vermoedelijk aan David Edward Jackson, die hier in de vroege 19e eeuw op bevers joeg. Dat de vallei een "hole" (gat) wordt genoemd, komt door de pelsjagers en ontdekkers, die de vallei meestal vanuit het oosten en noorden binnenkwamen en langs steile hellingen moesten afdalen, alsof ze afdaalden in een diepe put.
Jackson, dat ook wel Jackson Hole wordt genoemd, is de grootste bewoonde plaats in de vallei. Kleinere gemeenschappen zonder stadsrechten zijn Wilson, Teton Village, Moran, Hoback, Moose en Kelly.

## Geschiedenis
Hoewel de inheemse volkeren de vallei zeker betraden, waren er geen permanente inwoners tot in 1884. De eerste homesteaders waren vaak alleenstaande mannen, die zich moesten schikken naar de lange winters en harde ondergrond. In 1890 woonden er naar schatting 60 mensen in Jackson Hole. Ranching nam snel toe in de jaren 1900 tot 1920. Door de komst van de auto werden er daarna veel dude ranches – toeristische ranches – opgericht.
In 1872 werd het Yellowstone National Park ten noorden van Jackson Hole gesticht, gevolgd door Grand Teton National Park in 1929. In de jaren 20 begon John D. Rockefeller jr. grote stukken van Jackson Hole op te kopen, in de hoop die later aan het nationale park toe te voegen. Dat plan stootte echter op tegenstand van zowel de lokale bevolking als de politici, waardoor president Franklin D. Roosevelt genoodzaakt werd Rockefellers landen om te vormen tot het Jackson Hole National Monument - wat geen parlementaire goedkeuring vereiste. Na de Tweede Wereldoorlog bleek er wel steun voor een uitbreiding van het nationale park en in 1950 werd het monument opgeheven en toegevoegd aan het nationaal park.